# 纳希切万自治共和国
纳希切万自治共和国，阿塞拜疆共和国裡的自治共和國，位於外高加索南部，是阿塞拜疆的外飞地，北邻亚美尼亚，南部和伊朗接壤，一小部分国土和土耳其相邻。面积5500平方公里，人口约44万（2015年），首府为納希契凡。
自治共和国于1924年由蘇聯政府下令成立，当时全称为納希切萬蘇維埃社會主義自治共和國，隸屬於蘇聯的加盟共和国之一外高加索社会主义联邦苏维埃共和国，1936年起隸屬於亞塞拜然蘇維埃社會主義共和國，1991年苏联解体后改属阿塞拜疆共和国。
除南部平原以外，纳希切万大部分地区屬於山区，屬大陸性乾燥氣候，降雨量為500毫米以下。
工業以食品和採礦为主，農業是纳希切万自治共和国的主導經濟部门。
阿塞拜疆总统除首任外，均出自该地。
卡尔基为纳希切万自治共和国在亚美尼亚的外飞地，目前由亚美尼亚实际控制。

## 歷史
納希契凡歷史可以追溯到2500年前，公元前1世紀，依靠亞美尼亞成為當時西亞最強大的國家之一。經歷羅馬帝國、帕提亞帝國、蒙古、鄂圖曼帝國等外族入侵，其後為俄國所吞併。
1918年12月，英國駐外高加索專員奧利佛·瓦德羅普計畫將納希切萬劃入亞美尼亞民主共和國，作為對此提案的反抗，阿拉斯共和國於在亞塞拜然民主共和國與鄂圖曼帝國支持下，由賈法爾古盧·納希切萬斯基宣布成立，得名自南部的國界阿拉斯河，為亞塞拜然的附庸國。1919年6月，德拉斯塔馬特·卡納揚與英國將領率亞美尼亞軍隊攻佔納西切萬，阿拉斯共和國瓦解，不過7月底亞塞拜然與鄂圖曼軍隊即將亞美尼亞軍隊逐出，同年8月10日雙方宣布停火。後來伴隨阿塞拜疆在1991年獨立，成為納希契凡自治共和國。

## 经济
该共和国与土耳其关系密切，与本土需要经过阿拉斯河南侧的伊朗进行联系。主要为农业和采矿业，物资由于封锁缘故需要从伊朗等国进口。

## 外交
納希切萬自治共和國政府於1993年10月5日承認了北賽普勒斯土耳其共和國的主權国家地位，但这一承认未获得阿塞拜疆中央政府的认可。

### 承认北塞浦路斯土耳其共和国
1993年10月，纳希切万自治共和国最高议会发表了一项不具约束力的声明，宣布承认自行独立、未被普遍承认的北塞浦路斯土耳其共和国，并呼吁阿塞拜疆中央政府也予以跟进。
虽然从感情上同情北塞浦路斯土耳其共和国，但阿塞拜疆政府最终并没有效仿，因为这样做很有可能促使塞浦路斯共和国（南塞浦路斯）也相对应地在外交上承认纳戈尔诺-卡拉巴赫共和国，因为纳希切万自治共和国和土耳其之间的密切关系极有可能引发这种认可。

## 参閲
- 阿尔察赫共和国
- 亞美尼亞國內的反阿塞拜疆情緒
- 阿塞拜疆國內的反亞美尼亞情緒（英语：Anti-Armenianism in Azerbaijan）

## 外部連結
- 纳希切万自治共和国官方网站
- 纳希切万国立大学 （页面存档备份，存于）